# UA ROCK: Музика-Доступна
UA ROCK: Музика-Доступна — медіапроєкт, створений в грудні 2015 року для висвітлення новинок української рок-музики та налагодження комунікацій між шанувальниками та виконавцями рок-музики в різних куточках України. Презентація ресурсу відбулась в березні 2016 року. Засновниками проєкту стали Іващенко Олександр та Олег Шпинта. У листопаді 2016 року проєкт було перезапущено.
В червні 2017 року після виходу з проєкту одного із засновників, сайт переформатувався в блог для популяризації української рок-музики.
В грудні 2017 – на початку 2018 року редакція тимчасово призупинила діяльність. Влітку до проєкту повернувся Олег Шпинта, студія веброзробок якого створила нову версію сайту.
Проєкт було допрацьовано і перенесено на нову платформу та адресу freemuz.lviv.ua [Архівовано 21 квітня 2019 у Wayback Machine.]. 

## Рубрики
На сайті порталу діють постійні авторські рубрики:
- Що в плеєрі? (вітчизняні рок-музиканти діляться треками, які надихають їх або ж є просто значущими для них);
- Молода кров (рубрика для молодих музикантів, де редакція порталу розповідає про молоді музичні колективи, які можуть бути цікаві для слухацької аудиторії);
- ТОП 7 (редакція проєкту публікує цікаві підбірки, які стосуються теми української рок-музики та вітчизняного медіапростору);
- Недільний ПроRock (рубрика порталу, яка висвітлює цікаві новинки вітчизняної рок-музики за тиждень, які через різні обставини не були висвітлені в рамках основних розділів).